# Stymfalští ptáci

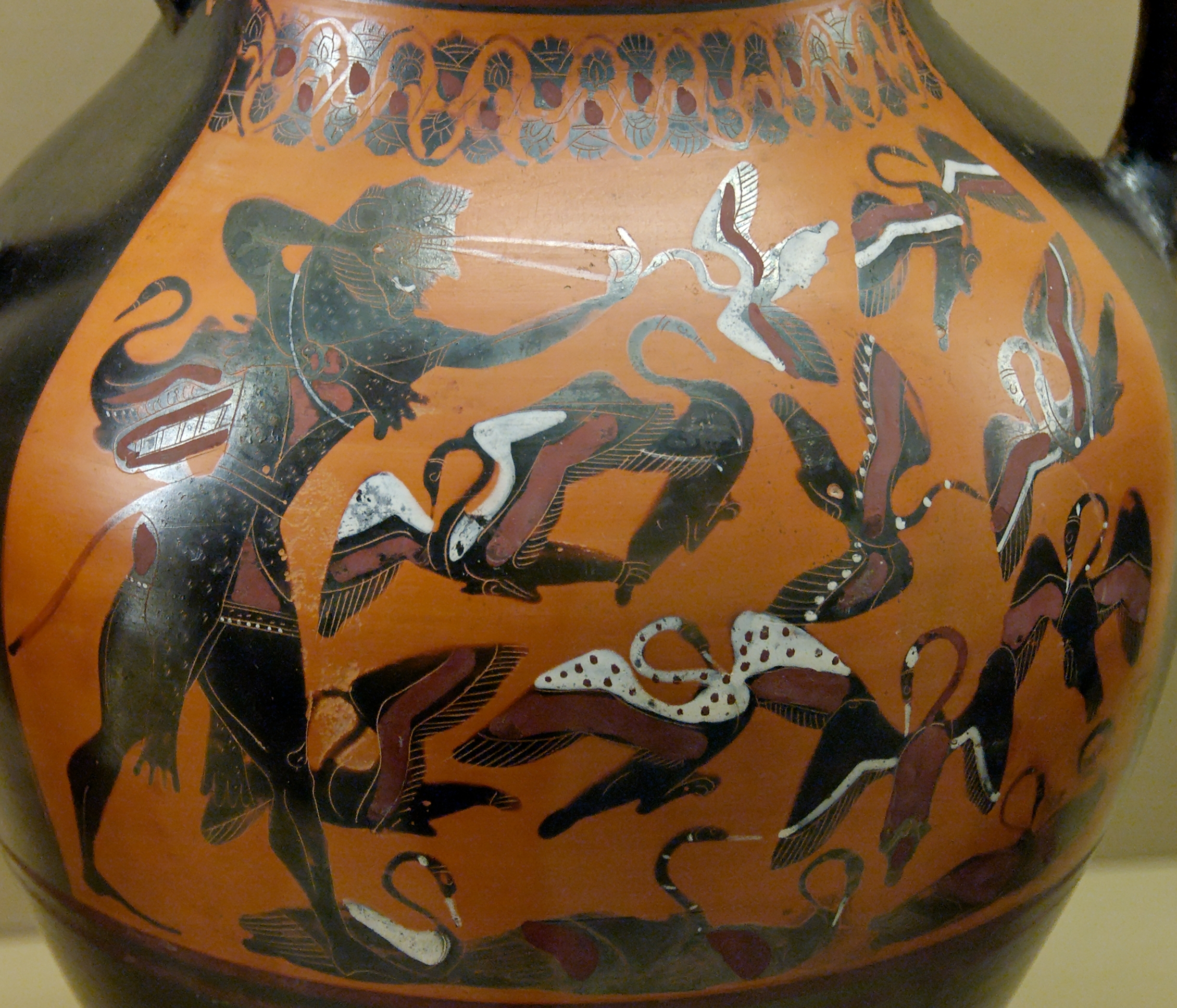
Héraklés bojuje se stymfalskými ptáky

Stymfalští ptáci (Στυμφαλίδες ὄρνιθες, Stymfalídes Órnithes) jsou bytosti z řecké mytologie. Stvořil je bůh války Arés.
Pausaniás popisuje tyto ptáky jako nebezpečné lidojedy, kteří mají jedovatý trus, bronzové zobáky a ostrá kovová pera, která střílejí po svých obětech. Dosahovali velikosti jeřába. Žili v neprostupných bažinách okolo města Stymfalos v Arkádii, kam se uchýlili před vlky.
Stymfalské ptáky vyhnal z Řecka Héraklés. Byla to šestá ze dvanácti prací, které mu uložil mykénský král Eurystheus. Héraklés ptáky vyplašil pomocí chrastítka krotalon a střílel po nich šípy namočené v jedovaté krvi Hydry. Mnoho ptáků pobil a zbylí odletěli na ostrov v Černém moři.
Héraklův boj s ptáky se stal častým námětem výtvarných děl (Albrecht Dürer, Gustave Moreau, Antoine Bourdelle). Agatha Christie se nechala legendou inspirovat k povídce Stymfalští ptáci.